# Kossi Koudagba
Kossi Koudagba (Davié, Togo, 2 de octubre de 1995-Ibid., Togo, 18 de junio de 2020) fue un futbolista profesional togolés que jugaba como delantero del ASC Kara del Campeonato nacional de Togo y que jugó para el equipo nacional de Togo.

## Carrera
Jugó para el Espoir FC Tsévié en la segunda división togolesa, equipos en los que estuvo solo en la temporada 2016-17. Posteriormente jugó para el ASC Kara del Togolese Championnat National. En noviembre de 2018, fue llamado al Equipo Nacional de Togo para su clasificación para la Copa Africana de Naciones 2019 contra Argelia. Koudagba hizo su debut internacional en julio de 2019, en un partido de la Clasificación para el Campeonato Africano de Naciones de 2020 contra Benín en Porto-Novo.

## Muerte
Koudagba murió en Davié, Togo, el 18 de junio de 2020 a los 24 años a causa de una breve enfermedad sin confirmar.
El jugador del ASC Kara, antes de su muerte, terminó como el máximo goleador del campeonato togolés en 2018, también fue un jugador de la selección nacional.

## Palmarés
| Selección | Año de Debut | Apariciones | Goles |
| --------- | ------------ | ----------- | ----- |
| Togo      | 2019         | 1           | 0     |
| Total     | Total        | 1           | 0     |